# 인터타이틀

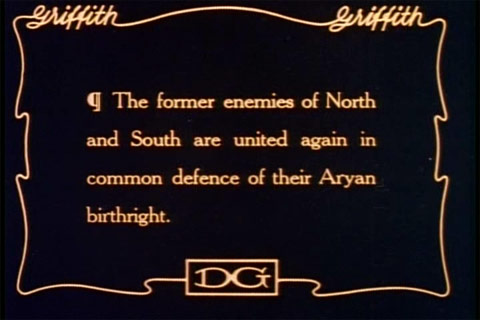
"국가의 탄생" (1915)의 인터타이틀

인터타이틀(영어: intertitle) 또는 타이틀 카드(title card)는 영상의 다양한 장면의 도중에 편집에 의해 삽입되는 인쇄된 문장을 촬영한 컷이다. 등장인물의 대사를 전달하기 위해 사용되는 인터타이틀을 "다이얼로그 인터타이틀"(dialogue intertitles)이라고 하며, 관련된 설명/서사 자료를 제공하기 위해 사용되는 인터타이틀을 "익스파지터리 인터타이틀"(expository intertitles)이라고 한다. 현대에서는 영화 및 텔레비전 쇼의 시작 또는 끝 또는 그 부근에 삽입된 유사한 텍스트 및 로고 자료를 나타낸다.

## 같이 보기
- 문자 발생기
- 엔딩 크레디트
- 크레디트 (예술)
- 디지털 온스크린 그래픽
- 로어 서드
- 자막